# Mine de Turów
La mine de Turów est une mine à ciel ouvert de lignite située en Pologne à la frontière de l'Allemagne et de la Tchéquie.
Le permis de la mine devait expirer en avril 2020, mais en mars 2020, le gouvernement polonais l'a prolongé de six ans.
L'expansion souhaitée jusqu'en 2044 de l'exploitation fait face à l'opposition du gouvernement tchèque car les communautés tchèques et allemandes voisines subissent l'impact environnemental de la mine.
Le gouvernement tchèque porte le dossier devant la justice européenne. En mai 2021, la Cour de justice de l'Union européenne (CJUE) ordonne à la Pologne de « cesser immédiatement les activités d'extraction de lignite dans la mine de Turów ». Mais le premier ministre polonais Mateusz Morawiecki décide de maintenir la mine ouverte afin de préserver l'approvisionnement énergétique du pays, la mine fournissant environ 7 % de l'électricité polonaise. Le 20 septembre 2021, la CJUE condamne la Pologne à une astreinte journalière de 500 000 € tant que la mine de Turów n'aura pas été mise à l'arrêt.

## Galerie

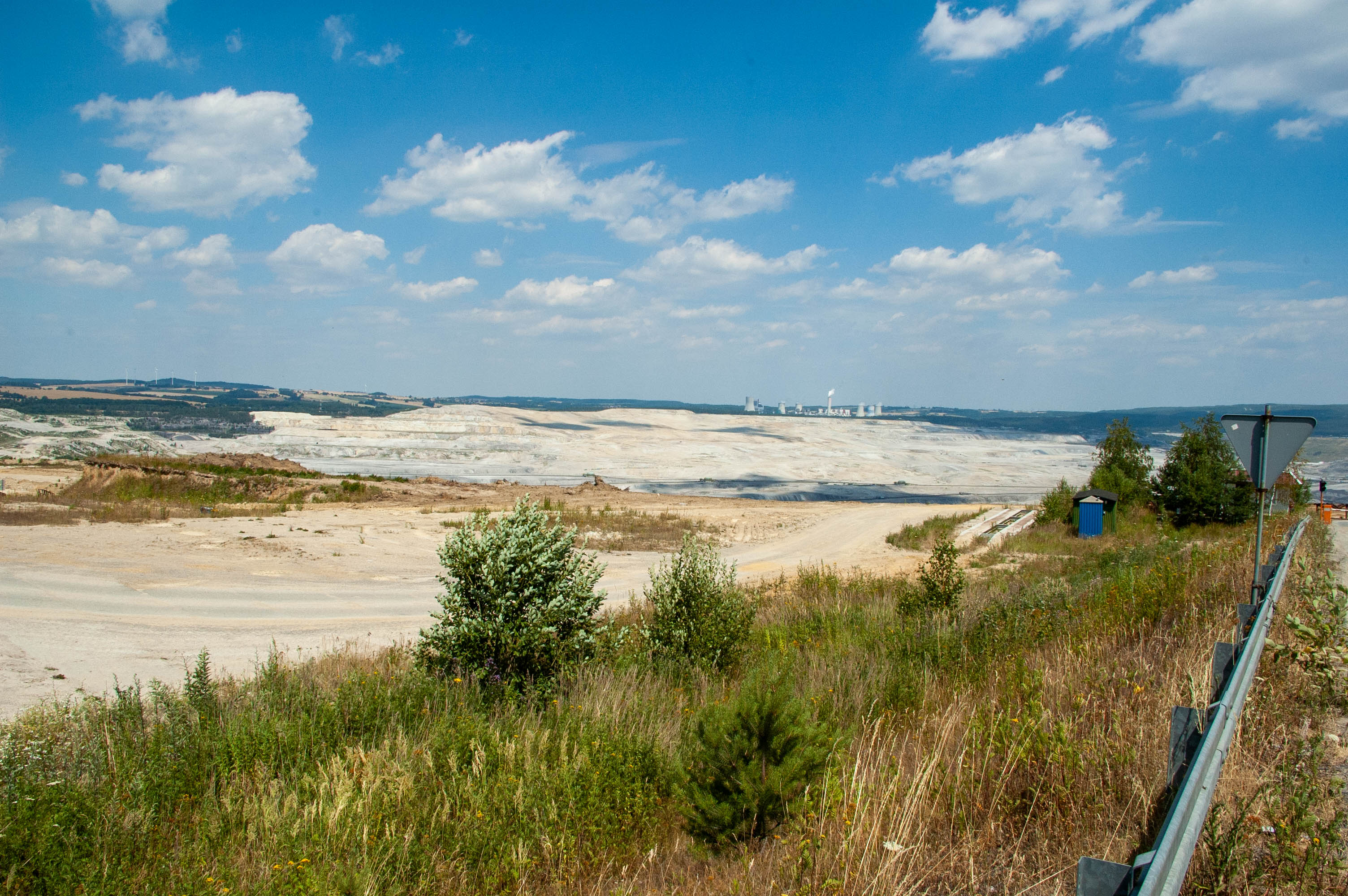
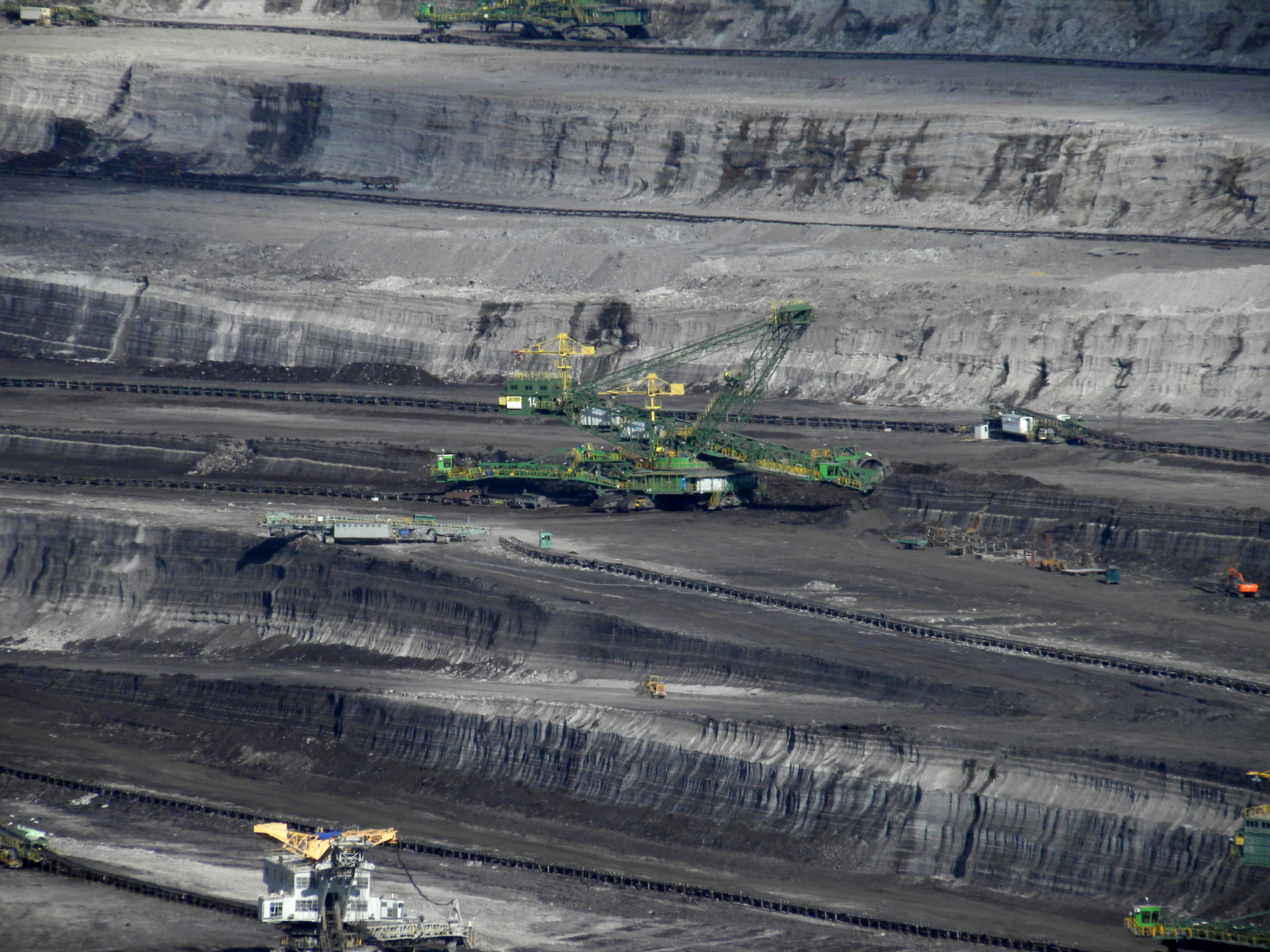
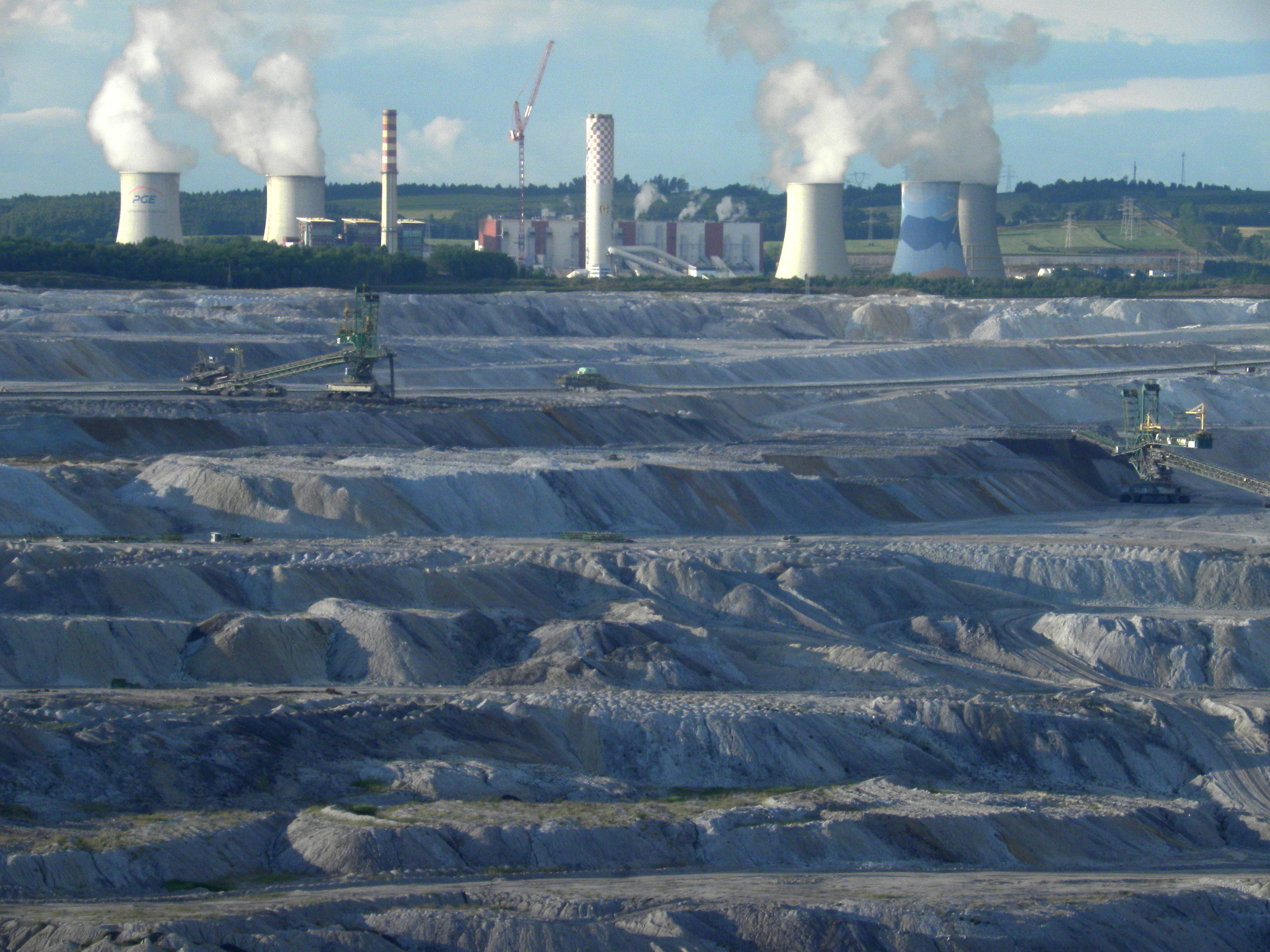
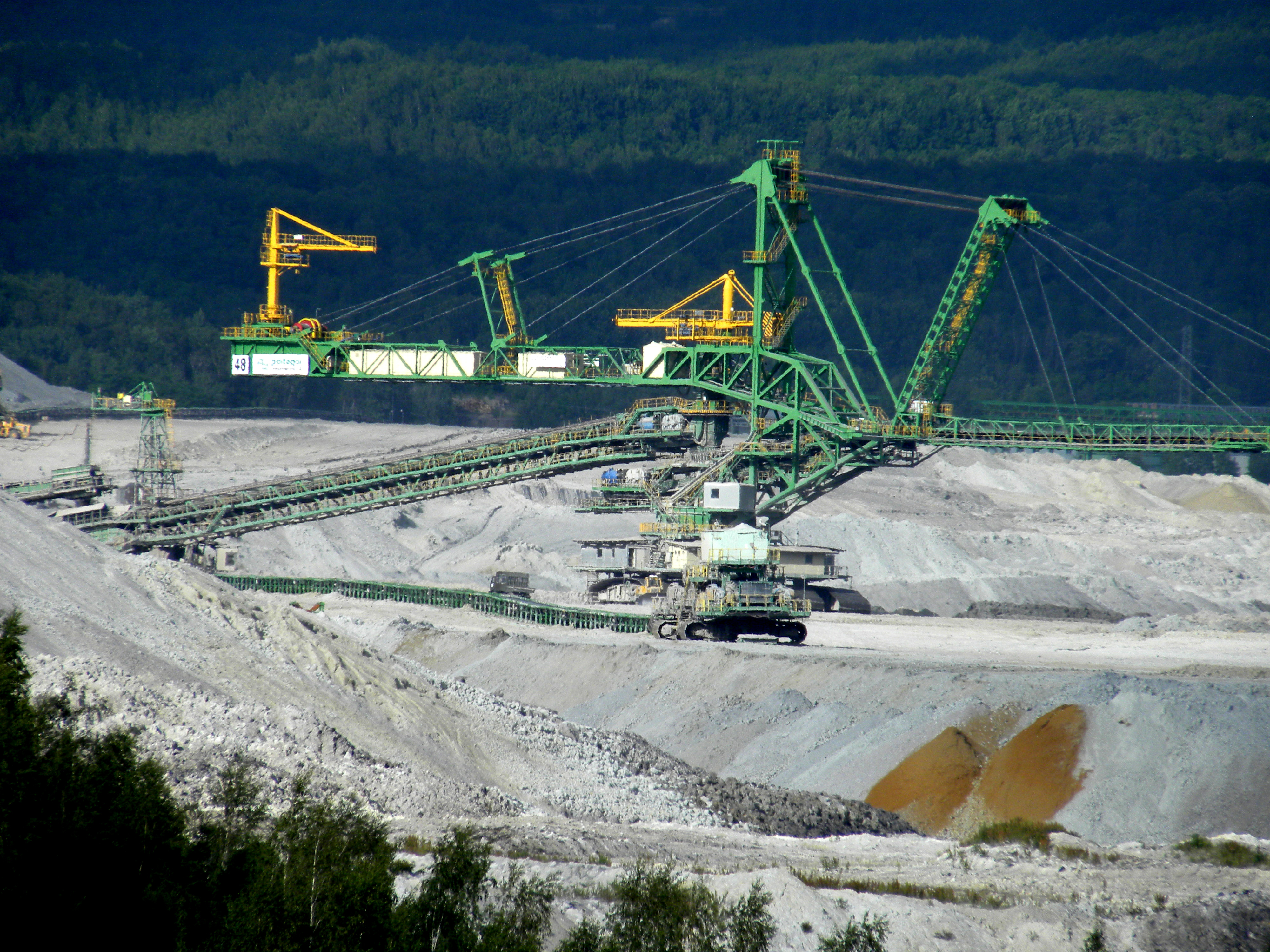
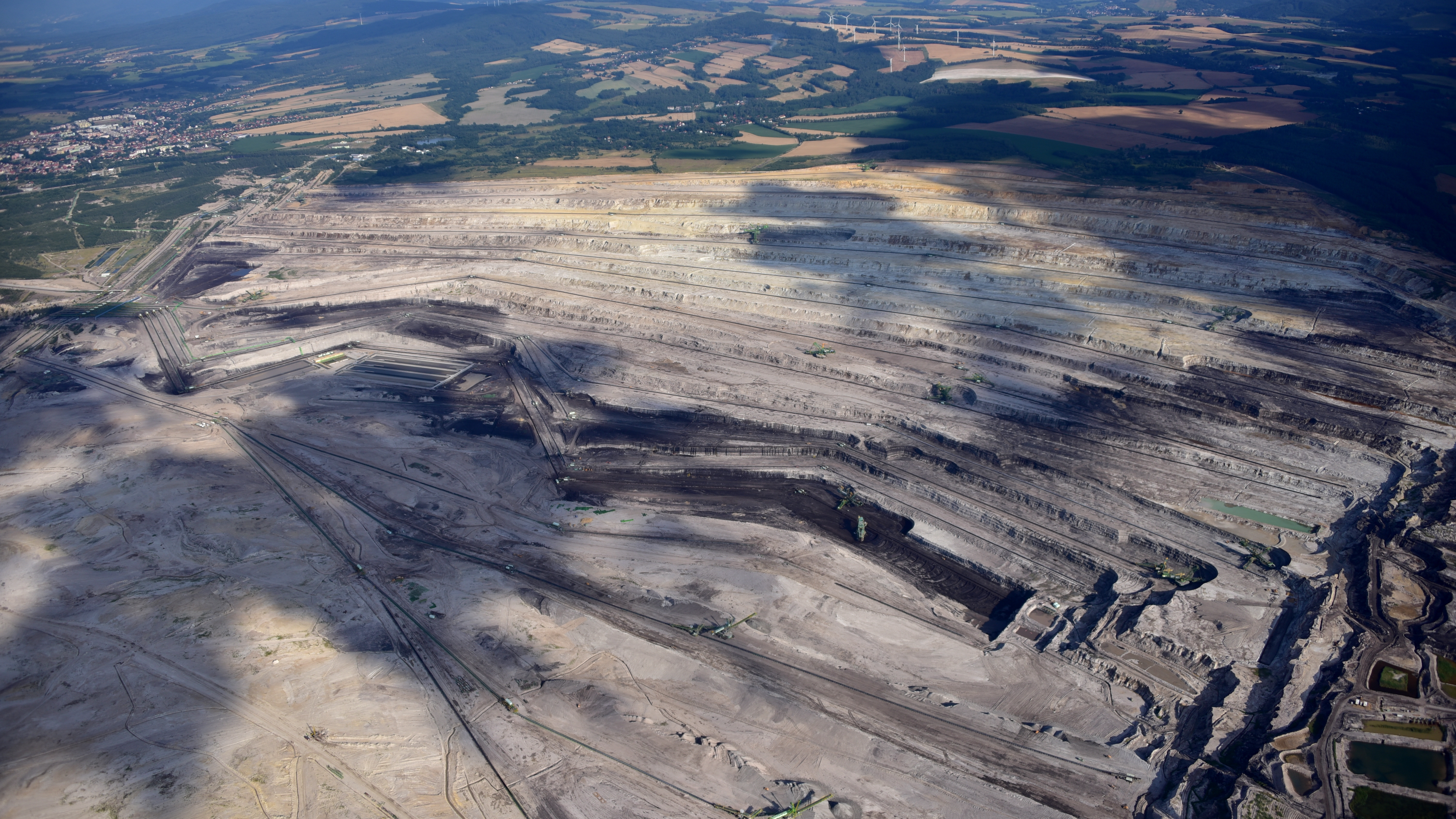
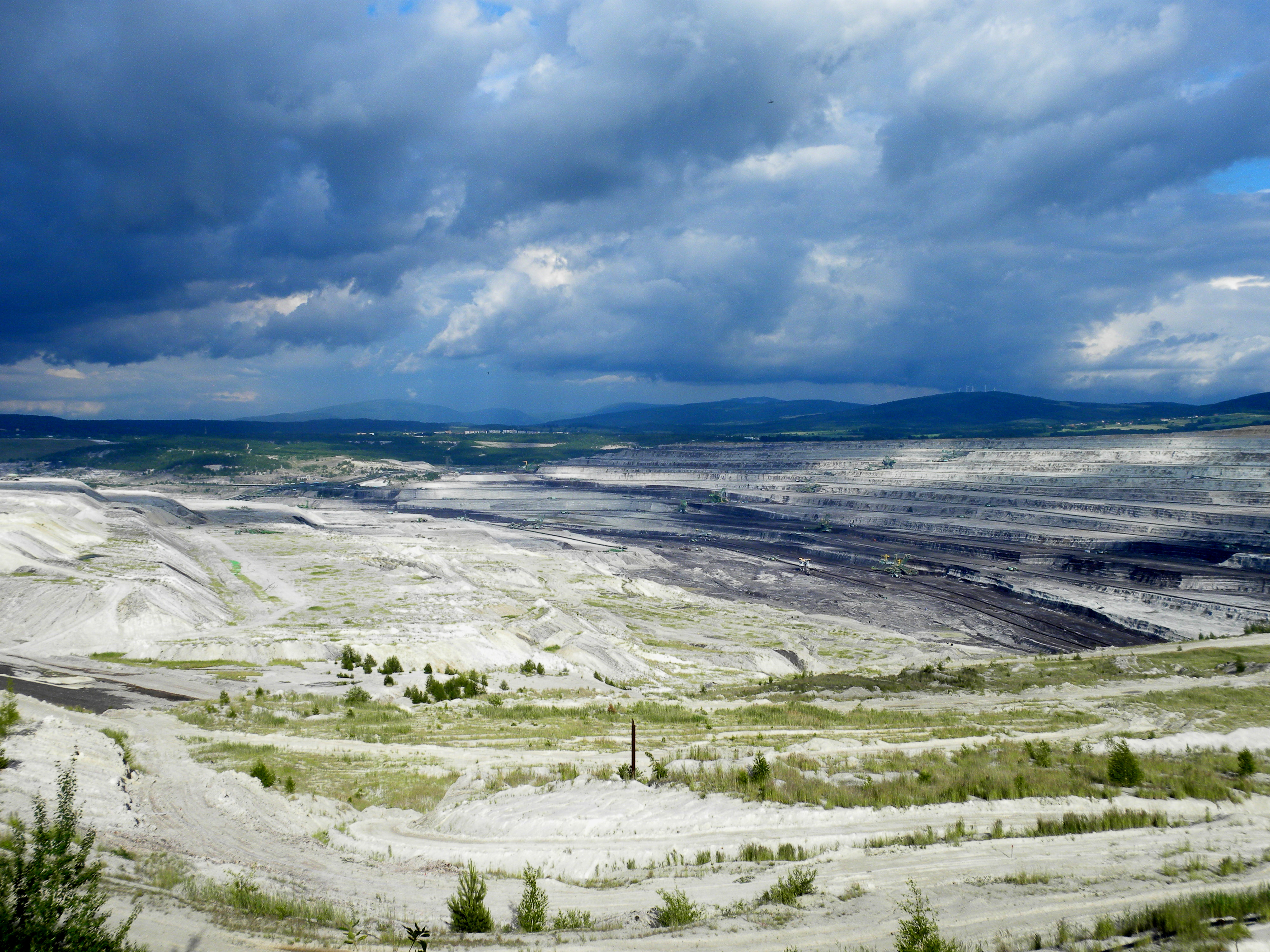